# Secondo te...Che gusto c'è?
Secondo te...Che gusto c'è? è il nono album in studio di Enzo Jannacci.

## Il disco
Secondo te...Che gusto c'è? fu registrato negli studi Ricordi di Milano nel mese di ottobre 1977; il tecnico del suono è Gianluigi Pezzera, e la copertina del disco è di Bruno Bozzetto, ed è un'immagine tratta dal cartone animato che Bozzetto aveva realizzato per la sigla del programma Secondo voi, condotto da Pippo Baudo, che era la canzone che dà il titolo a questo disco; fu lo stesso Baudo a chiedere a Jannacci di preparare la sigla del programma.
Secondo te...Che gusto c'è? e Saxophone sono gli unici due brani del disco, che non sono arrangiati da Jannacci, ma dal maestro Pippo Caruso, lo storico collaboratore di Baudo.
È la terza volta che Jannacci incide E sapere, già contenuta in dialetto milanese in Sei minuti all'alba del 1966 e in italiano in Jannacci Enzo del 1972.
La costruzione è una cover di una canzone di Chico Buarque de Hollanda, Construção, già incisa da Ornella Vanoni due anni prima nell'LP Uomo mio bambino mio.
L'album è stato ristampato su CD e pubblicato nel mese di dicembre 2011 grazie all'intervento di Paolo Jannacci e dell'etichetta Alabianca.

## Tracce
1. Libe là (Testo di Cochi Ponzoni e Renato Pozzetto; musica di Enzo Jannacci)
2. Jannacci, arrenditi (Testo e musica di Enzo Jannacci)
3. Il panettiere (Testo e musica di Enzo Jannacci)
4. Rino (Testo e musica di Enzo Jannacci)
5. S.O.Selfservice (Testo e musica di Enzo Jannacci)
6. Secondo te...Che gusto c'è? (Testo di Enzo Jannacci e Beppe Viola; musica di Enzo Jannacci ma sulle etichette del 33 e del 45 giri omonimi è accreditato anche Pippo Caruso)
7. Saxophone (Testo di Enzo Jannacci e Beppe Viola; musica di Enzo Jannacci)
8. La costruzione (Testo italiano di Sergio Bardotti e Enzo Jannacci; testo originale e musica di Chico Buarque de Hollanda; edizioni musicali Campi)
9. E sapere (Testo e musica di Enzo Jannacci)

## Formazione
- Enzo Jannacci – voce
- Bruno Crovetto – basso, contrabbasso
- Tullio De Piscopo – batteria, percussioni
- Sergio Farina – chitarra acustica, tromba
- Alberto Baldan Bembo – tastiera
- Bruno De Filippi – chitarra elettrica, cori, armonica, mandola, sitar
- Pino Sacchetti – flauto, sax
- Paolo Tomelleri – clarino

## Curiosità
- Beppe Viola ha collaborato nella stesura dei testi di Secondo te...Che gusto c'è? e Saxophone: lo stesso hanno fatto Cochi e Renato in Libe là.
- Secondo te...Che gusto c'è? fu scelta da Pippo Baudo come sigla del suo programma Secondo voi.